# Sudarso Hardjowasito
Sudarso Hardjowasito (Jakarta, 1938 – Depok, 2020. április 21.) indonéz nemzetközi labdarúgó-játékvezető.

## Pályafutása

### Nemzeti játékvezetés
A küldési gyakorlat szerint rendszeres partbírói tevékenységet is végzett. Az I. Liga játékvezetőjeként vonult vissza.

### Nemzetközi játékvezetés
Az Indonéz labdarúgó-szövetség Játékvezető Bizottsága (JB) terjesztette fel nemzetközi játékvezetőnek, a Nemzetközi Labdarúgó-szövetség (FIFA) 1980-tól tartotta nyilván bírói keretében. A FIFA JB központi nyelvei közül a angolt beszéli. Több nemzetek közötti válogatott és klubmérkőzést vezetett, vagy működő társának partbíróként segített. Az aktív nemzetközi játékvezetéstől 1985-ben búcsúzott.

#### Labdarúgó-világbajnokság
A világbajnoki döntőkhöz vezető úton Spanyolországba a XII., az 1982-es labdarúgó-világbajnokságra és Mexikóba a XIII., az 1986-os labdarúgó-világbajnokságra a FIFA JB játékvezetőként alkalmazta. Selejtező mérkőzéseket az AFC és az OFC zónákban vezetett.

##### 1982-es labdarúgó-világbajnokság

###### Selejtező mérkőzés
| Időpont           | Helyszín                            | Mérkőzés típusa                     | Mérkőzés                   | Eredmény |
| ----------------- | ----------------------------------- | ----------------------------------- | -------------------------- | -------- |
| 1981. április 24. | Sabah Al Salem Stadion, Kuvaitváros | előselejtező (első kör; 3. csoport) | Dél-Korea–Thaiföld         | 5 – 1    |
| 1981. július 25.  | Városi Stadion, Suva                | előselejtező (első kör; 1. csoport) | Fidzsi-szigetek–Ausztrália | 1 – 4    |
| 1981. október 10. | Központi Stadion, Auckland          | előselejtező (döntő csoport)        | Új-Zéland–Kuvait           | 1 – 2    |

##### 1986-os labdarúgó-világbajnokság

###### Selejtező mérkőzés
| Időpont          | Helyszín                            | Mérkőzés típusa             | Mérkőzés              | Eredmény | Nézők száma |
| ---------------- | ----------------------------------- | --------------------------- | --------------------- | -------- | ----------- |
| 1985. január 19. | Nemzeti Stadion, Szingapúr          | előselejtező (B/1. zóna)    | Szingapúr–Észak-Korea | 1 – 1    |             |
| 1985. április 6. | Városi Stadion, Bandar Seri Begawan | előselejtező (B/3. csoport) | Brunei–Hongkong       | 1 – 5    |             |

#### Ázsia-kupa

##### Ázsia-kupa mérkőzés
| Időpont              | Helyszín                            | Mérkőzés típusa              | Mérkőzés           | Eredmény | Nézők száma |
| -------------------- | ----------------------------------- | ---------------------------- | ------------------ | -------- | ----------- |
| 1980. szeptember 16. | Sabah Al Salem Stadion, Kuvaitváros | csoportmérkőzés (B. csoport) | Dél-Korea–Malajzia | 1 – 1    | 5000        |
| 1980. szeptember 30. | Sabah Al Salem Stadion, Kuvaitváros | döntő                        | Kuvait–Dél-Korea   | 3 – 0    | 25 000      |